# ثانوية دبي الحديثة
ثانوية دبي الحديثة هي مدرسة دولية تقع في منطقة المزهر 1 دبي، الإمارات. تأسست عام 1986.

## الروابط الخارجية
GEMS Modern Academy